# ابن الحاج نمیری
ابراهیم بن عبدالله نُمِیری شهرت‌یافته به ابن الحاج (۱۳۱۳–۱۳۶۷م) ادیب، شاعر و نویسنده برجستهٔ اندلسی در سدهٔ هشتم هجری بود. به مغرب سفرهایی داشت. سفیر و قاضی شد. در سال ۷۶۸ق با سفری دریایی به سوی تلمسان رفت، اما اروپایی‌ها او را اسیر کردند؛ سپس با پرداخت مال بسیاری آزاد شد. شعر و نوشته‌هایی از او به جای مانده است. المساهلة و المسامحة فی تبیین طرق المداعبة و الممازحة، تنعیم الأشباح فی محادثة الأرواح، فیض العباب و إجالة قداح الآداب فی الحرکة إلی قسنطینة و الزاب از آثار اوست. 